# Ibicella lutea
Ibicella lutea  es una especie de planta con flores conocida con los nombres vulgares de flor de la codorniz, cuerno del diablo, planta unicornio, martynia, flor probóscide, cuerno de carnero y vaquitas. 

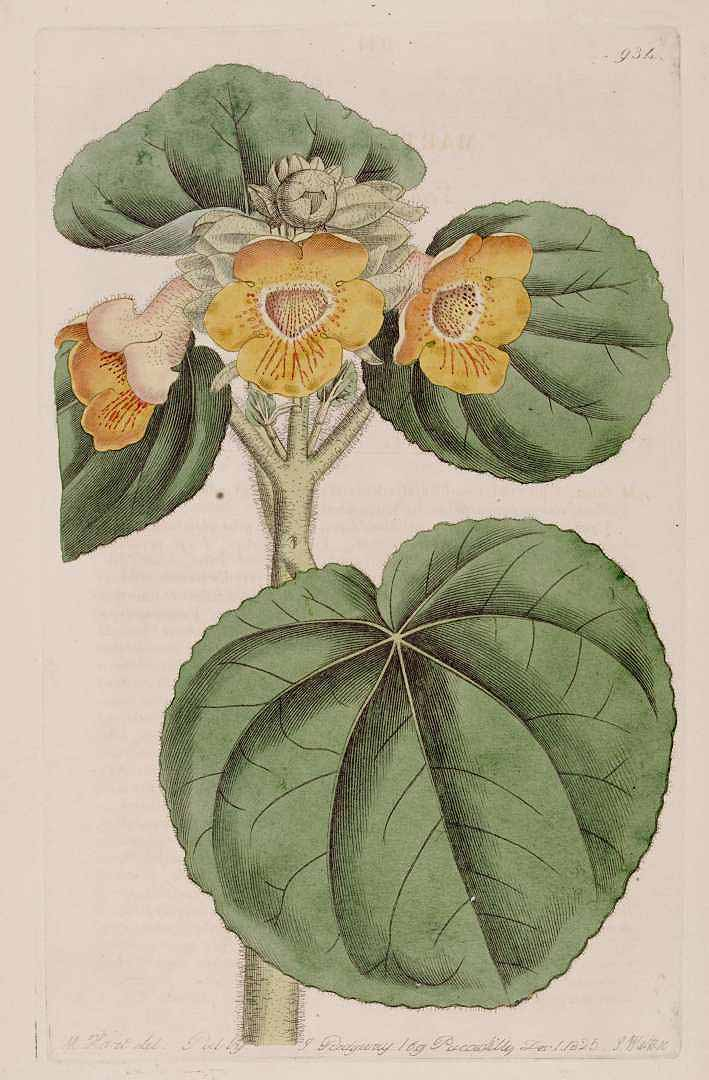
Ilustración

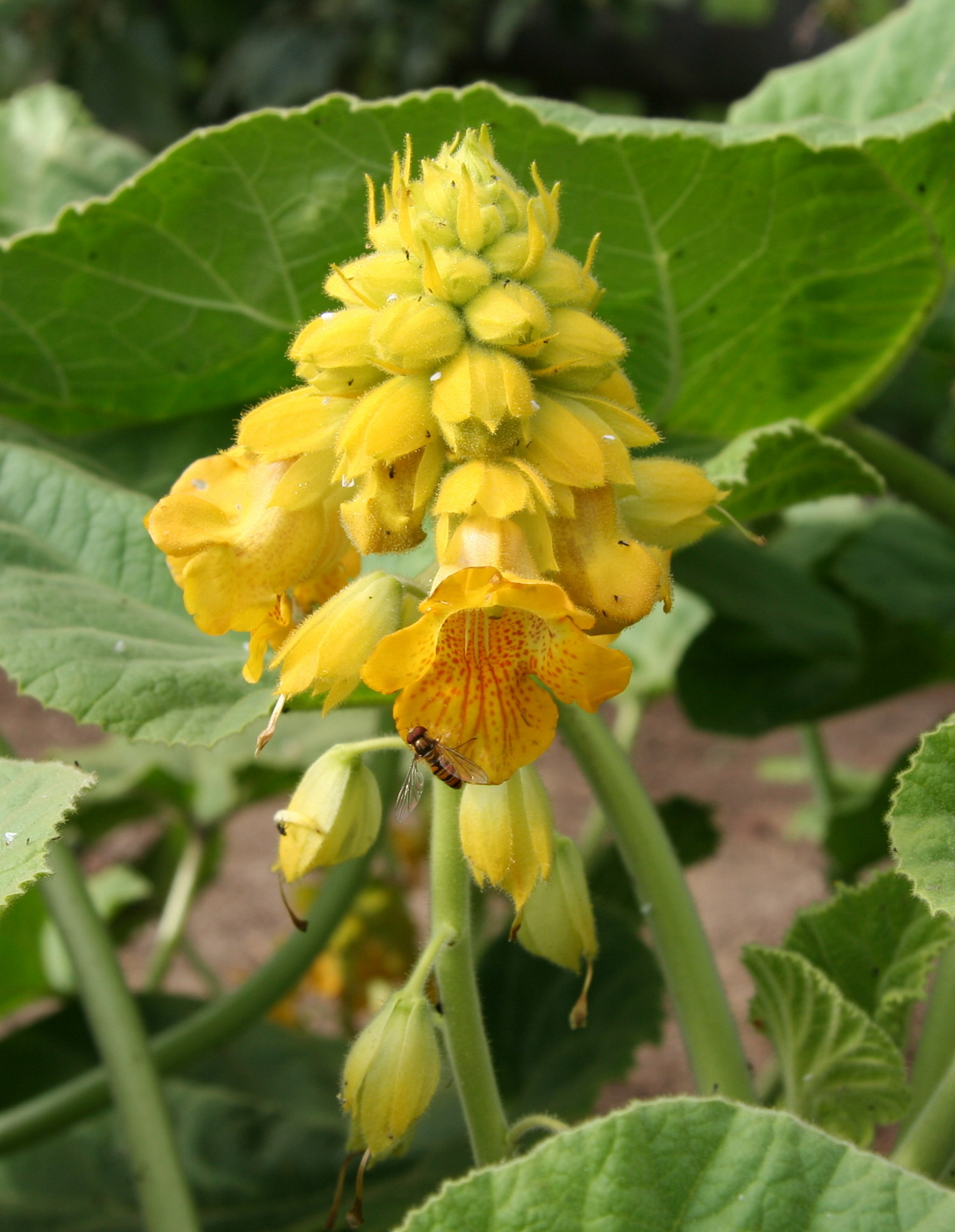
Inflorescencia

## Distribución y hábitat
Crece en condiciones secas, como las de zonas desérticas. Es nativa de Sudamérica, pero se ha establecido como una especie no nativa en varias regiones semiáridas alrededor del mundo, incluyendo el Valle Central de California.
Actualmente se han encontrado semillas similares en la zona de la montaña de Guerrero, específicamente en Olinalá lugar con mucha vegetación lo que nos indica que también pueden crecer un zonas con vegetación de otros tipo. En este lugar a esta semillas se les conoce como "vaquitas".

## Descripción
La planta es aromática, con un olor desagradable. Produce pelos glandulares cortos en la mayor parte de las superficies aéreas y está recubierta por una resina pegajosa. Los insectos a menudo quedan atrapados en ese exudado pegajoso y mueren, pero la planta carece de enzimas digestivas y no absorbe nutrientes de los insectos.[cita requerida] La planta puede considerarse una planta protocarnívora, pero no es carnívora.

## Taxonomía
Ibicella lutea fue descrita por (Lindl.) Van Eselt. y publicado en Technical Bulletin, New York (State) Agricultural Experiment Station. Geneva, NY 149: 34, f. 14a–f. 1929.
Sinonimia
- Martynia lutea Lindl.
- Martynia montevidensis Cham.
- Proboscidea lutea Stapf[3]

## Bibliografía

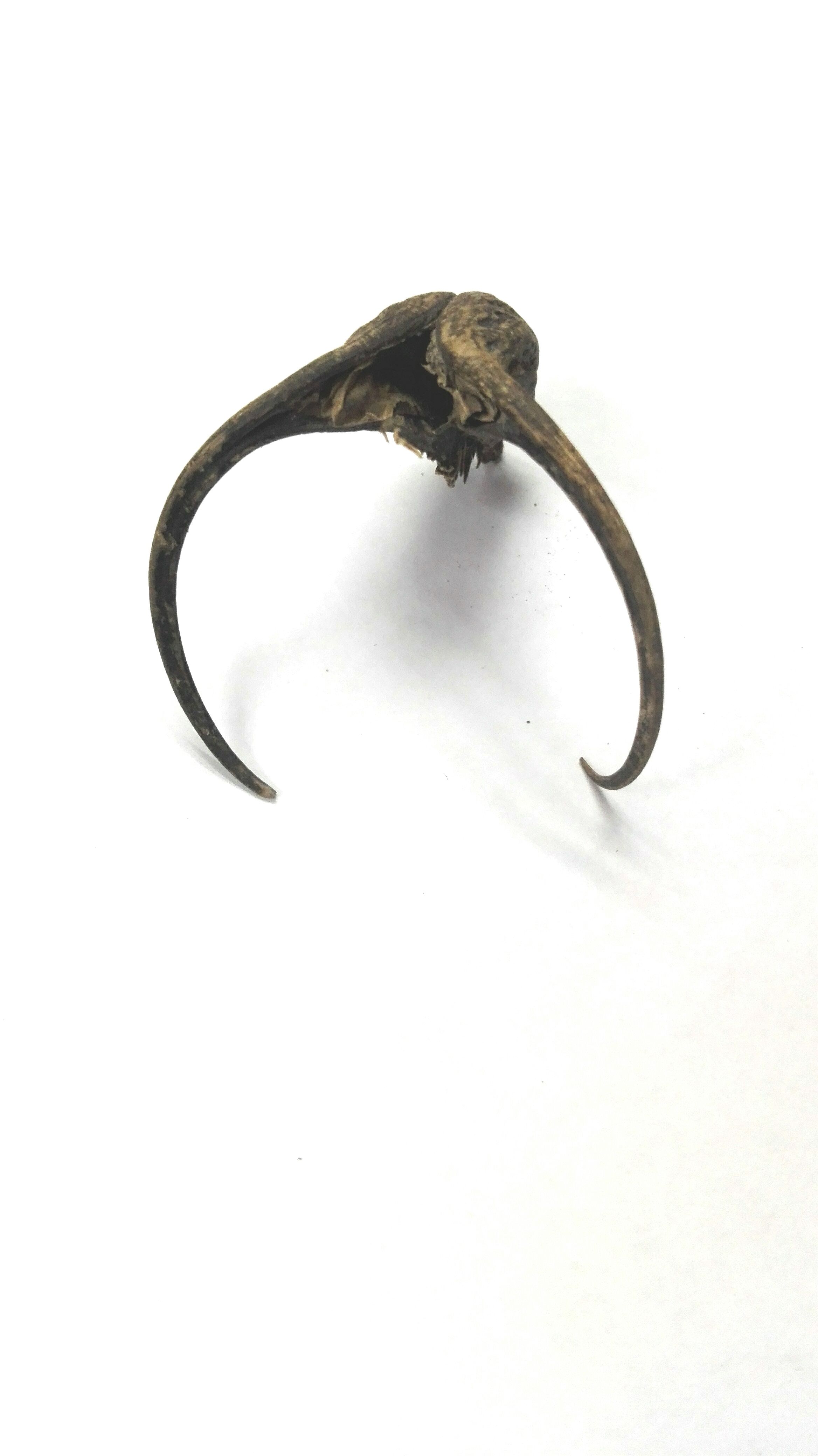
"Vaquitas" Olinalá Gro.